# Microrégion de la Vallée de la Paraíba Fluminense

Localisation de la microrégion de la Vallée de la Paraíba Fluminense

La microrégion de la Vallée du Paraíba Fluminense est une des microrégions de l'État de Rio de Janeiro appartenant à la mésorégion du Sud Fluminense. Elle recouvre une aire de 3.828 km² pour une population de 669.718 habitants (IBGE 2005) et est divisée en 9 municipalités. Elle est traversée par le rio Paraíba do Sul.

## Microrégions limitrophes
- Baie d'Ilha Grande
- Barra do Piraí
- Itaguaí
- Vassouras

## Municipalités[1]
- Barra Mansa
- Itatiaia
- Pinheiral
- Piraí
- Porto Real
- Quatis
- Resende
- Rio Claro
- Volta Redonda